# Santiago de Pischa (distrito)
Santiago de Pischa é um distrito do peru, departamento de Ayacucho, localizada na província de Huamanga.

## Transporte
O distrito de Santiago de Pischa é servido pela seguinte rodovia:
- PE-26B, que liga o distrito de Huancavelica (Região de Huancavelica) à cidade de Pacaycasa (Região de Ayacucho) [1][2][3]